# Scoglio dell'Argentarola
Scoglio dell'Argentarola este o arie protejată (arie specială de conservare — SAC, sit de importanță comunitară — SCI) din Italia întinsă pe o suprafață de 14 ha, integral marine.

## Localizare
Centrul sitului Scoglio dell'Argentarola este situat la coordonatele 42°25′03″N 11°04′51″E / 42.41745°N 11.080805°E.

## Înființare
Situl Scoglio dell'Argentarola a fost declarat sit de importanță comunitară în octombrie 2011 pentru a proteja 2 specii de animale. Situl a fost protejat și ca arie specială de conservare în decembrie 2016.

## Biodiversitate
Situată în ecoregiunea mediteraneană, aria protejată conține 3 habitate naturale: Straturi cu Posidonia (Posidonion oceanicae), Recifuri, Peșteri marine scufundate complet sau parțial.
La baza desemnării sitului se află mai multe specii protejate:
- mamifere (1): delfin mare (Tursiops truncatus)
- reptile (1): Caretta caretta

Pe lângă speciile protejate, pe teritoriul sitului au mai fost identificate 4 specii de plante, 16 specii de nevertebrate, 2 specii de pești.